# Медицинска школа „Београд” Савски венац
Медицинска школа „Београд” је средња школа основана 1899. године. Налази се у општини Савски венац, у Делиградској улици 31.

## Опште информације
Школа се налази у  оквиру Клиничког центра Србије, а основана је 1899. године. Наставу реализују професори општих предмета, лекари специјалисти, лекари опште праксе,
магистри наука, дипломирани дефектолози, виши физиотерапеути и више медицинске сестре. У школи се издаје часопис „Валетудо”.
У оквиру школе постоје следећи смерови :
- Физиотерапеутски техничар (4 године)
- Гинеколошко-акушерска сестра (4 године)
- Педијатријска сестра – техничар (4 године)
- Медицинска сестра – васпитач (4 године)
- Физиотерапеутски техничар – ученици оштећеног вида (4 године)
- Здравствени неговатељ (3 године)
- Масер (3 године)